# Gródek (Silésie)
Pour les articles homonymes, voir Gródek.
Gródek est une localité polonaise de la gmina de Lelów, située dans le powiat de Częstochowa en voïvodie de Silésie.